# Jordane Saget
Pour les articles homonymes, voir Saget.
Jordane Saget est un artiste contemporain français d'art urbain (street art) né à Pithiviers le 10 novembre 1980. Basé à Paris, il se fait connaître à partir de 2015 par des œuvres dessinées à la craie dans les rues de la capitale.

## Biographie
Grandissant au sein d'une fratrie de trois enfants, Jordane Saget perd sa mère à l'âge de 7 ans. Après un baccalauréat littéraire obtenu avec spécialité histoire de l'art, sa seule formation artistique, il débute une licence de philosophie, mais arrête,. Il va alors alterner entre travail dans le domaine de la restauration et dans le domaine du graphisme, et après une période de chômage va débuter la craie.
Inspiré par la philosophie chinoise et le Tai Chi, qu'il pratique pendant plusieurs années,, il va peu à peu développer son esthétique autour d'un trio de lignes qui structurent aujourd'hui son œuvre.
A partir de 2015, il réalise des oeuvres à la craie dans les rues, pour lesquelles il travaille au pinceau et au doigt ; il ne signe pas ces oeuvres, qui peuvent être permanentes ou temporaires, car sensibles à la pluie,. Et il utilise comme support les murs du métro, les trottoirs, ou encore les rideaux de fer des commerces.
En 2017, Le Point indique que la carrière de Jordane Saget connaît une ascension rapide, qu'il reçoit des commandes du monde entier, et qu'il a ouvert un atelier-galerie à Paris où il expose des tableaux, des sculptures, des vitraux et des pièces de mobilier.
En 2022, Jordane Saget est suivi par 100 000 personnes sur les réseaux sociaux, où il partage ses méthodes.
En 2023, l'artiste a réalisé environ 2 000 oeuvres à la craie dans les rues depuis 2015.

## Réalisations
Jordane Saget a collaboré avec  Jean-Charles de Castelbajac, avec Les Enfoirés — créant une fresque pour le clip de la chanson A côté de toi — ainsi que diverses sociétés, comme Le Printemps ou La Samaritaine. Par ailleurs, il continue à dessiner à la craie dans les rues de Paris, sans jamais signer ses œuvres. Depuis 2017, il travaille également avec du blanc de Meudon afin de varier les supports de ses œuvres éphémères.
Les arabesques jaunes de Jordane Saget ont été utilisées comme motifs dans la collection printemps-été 2020 d'Agnès B.
En 2022, il initie des enfants à l'art dans le cadre d'un événement organisé par le Negresco.
En 2023, il se rend à Taïwan pour réaliser une oeuvre dans un centre commercial, et l'année suivante, dans la suite de sa collaboration avec Agnès B, il part au Japon pour exposer et performer avec du sable devant un temple.
En 2024, il travaille sur plusieurs réalisations en collaboration avec la Société des Bains de Mer à Monaco,,.